# Pathet Lao

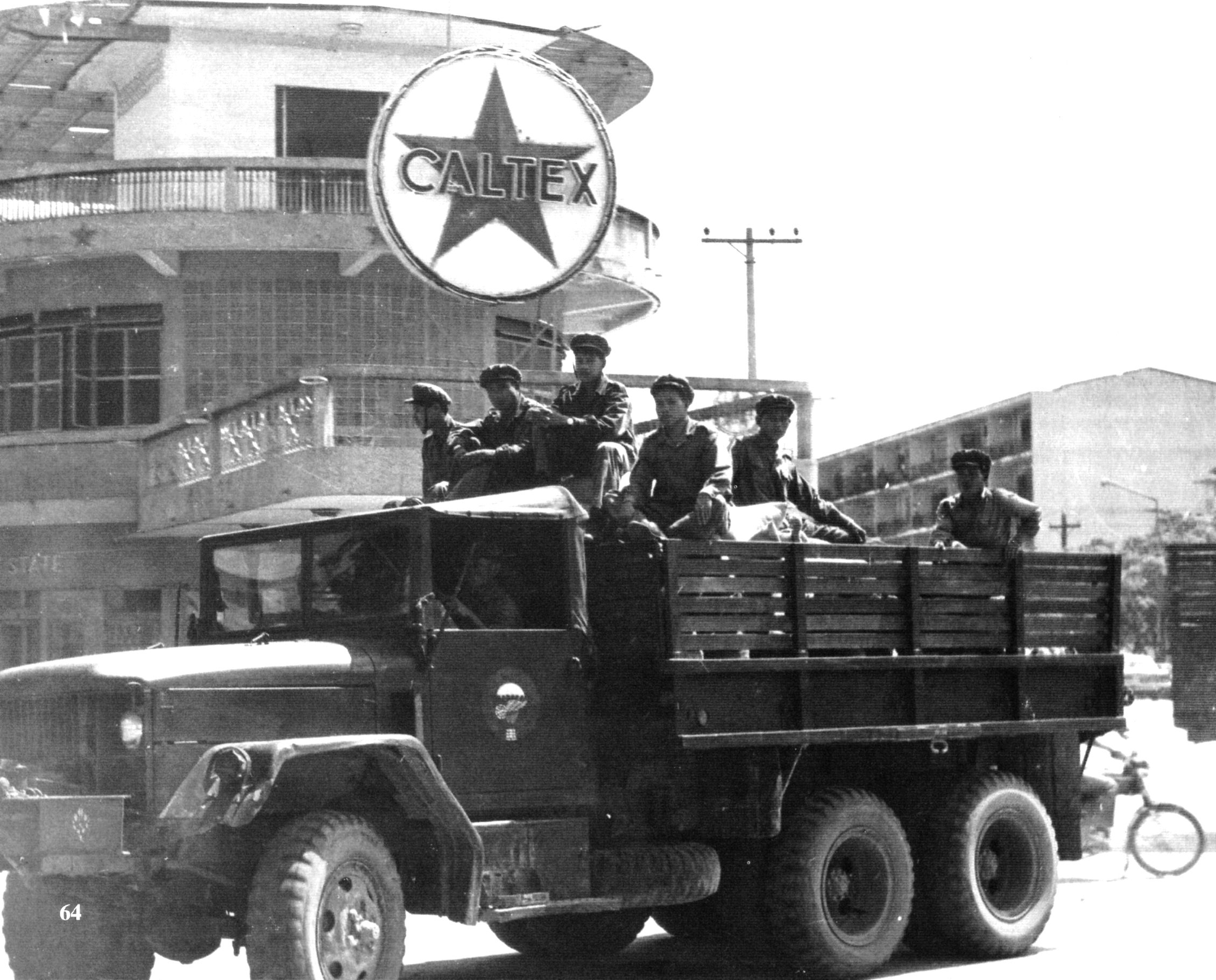
Miliantes do Pathet lao no Vietnã, em 1973.

Pathet Lao (laociano: ປະເທດລາວ, "Terra do Laos")  foi um movimento político, nacionalista e comunista organizado no Laos e formado no meio do século XX. A organização assumiu o poder no país após uma guerra civil, que durou dos anos 50 até 1975. O grupo político sempre esteve proximamente associado aos comunistas vietnamitas e, durante a guerra civil, eles foram efetivamente organizados, equipados e muitas vezes liderados pelo exército do Vietnã do Norte.
O Pathet Laos era o equivalente laociano do Viet Minh e do vietcong no Vietnã e o termo se tornou genérico para designar os comunistas do país. O movimento político foi primeiro chamado de Partido do Povo do Laos (1955-1972) e depois de assumirem o poder de Partido Revolucionário do Povo do Laos (1972-presente). Após a conquista do poder, quando se tornaram governo e deixaram de ser uma guerrilha nacionalista, o termo caiu em desuso. Ao contrário do cambojano Khmer Vermelho, o Pathet era uma extensão do movimento comunista vietnamita.